# Парламентарни избори у Италији 2013.
Парламентарни избори у Италији 2013. су одржани 24. и 25. фебруара 2013.
Грађани Италије су бирали 630 посланика и 315 сенатора у два дома Парламента. 
На изборима је победила коалиција левог центра „Италија опште добро“, која је успела да освоји већину у Дому посланика. У Сенату ниједна коалиција није освојила неопходни број сенатора. 
Странка која је добила највише гласова је Покрет 5 звезда. 

## Главне партије и коалиције
|  | Коалиција „Италија опште добро“ је коалиција левог центра која окупља следеће странке: Демократска партија (ПД), Левица екологија слобода (СЕЛ), Социјалистичка партија (ПСИ) и Демократски центар (ЦД). Лидер коалиције и кандидат за премијера је секретар ПД-а Пјер Луиђи Берсани.          |
|  | Коалиција десног центра коју би чинили Народ слободе (ПдЛ), Северна лига (ЛН), Браћа Италије - Национални десни центар (ФдИ), Десница (Д) и још неке мање странке. Лидер овог савеза је бивши италијански премијер Силвио Берлускони.                                                          |
|  | Покрет 5 звезда (М5С) је популистичко-либертаријанска партија, чији је лидер истакнути италијански комичар и активиста Бепе Грило. |
|  | Програм Монти за Италију окупља странке и покрете центра и предвођен је премијером Мариом Монтијем. Странке чланице су Грађански избор (Монтијева нова партија - СЦМ), Унија Центра (УдЦ), Будућност и слобода за Италију (ФЛИ), разне НВО и католички синдикати.                              |
|  | Цивилна револуција је покрет-коалиција коју чине левичарске и есктремно-левичарске партије. Вођа овог покрета је бивши судија Антонио Ингроиа. Партије које су приступиле су Италија вредности (ИдВ), Партија комунистичке обнове (ПРК), Партија италијанских комуниста (ЦИ) и Зелени Италије. |
|  | Да зауставимо пропаст је листа коју чине интелектуалци и новинари либералног опредељења. Портпарол и лидер је Оскар Ђанино. |

## Резултати

### Избори за Дом посланика
| Кандидат за премијера/ Коалиција                              | Кандидат за премијера/ Коалиција                   | Партија                                 | Партија                            | Гласови    | %     | Посланички мандати |
| ------------------------------------------------------------- | -------------------------------------------------- | --------------------------------------- | ---------------------------------- | ---------- | ----- | ------------------ |
|                                                               | Пјер Луиђи Берсани Коалиција „Италија опште добро“ |                                         | Демократска партија                | 8.644.187  | 25,42 | 297                |
|                                                               | Пјер Луиђи Берсани Коалиција „Италија опште добро“ | Левица екологија слобода                | 1.089.442                          | 3,20       | 37    |                    |
|                                                               | Пјер Луиђи Берсани Коалиција „Италија опште добро“ | Демократски центар                      | 167.170                            | 0,49       | 6     |                    |
|                                                               | Пјер Луиђи Берсани Коалиција „Италија опште добро“ | Народна партија Јужног Тирола           | 146.804                            | 0,43       | 5     |                    |
|                                                               | Пјер Луиђи Берсани Коалиција „Италија опште добро“ | Укупно                                  | 10.047.603                         | 29,54      | 345   |                    |
|                                                               | Силвио Берлускони ПдЛ-ЛН-ФдИ-Д                     |                                         | Народ слободе                      | 7.332.667  | 21,56 | 97                 |
|                                                               | Силвио Берлускони ПдЛ-ЛН-ФдИ-Д                     | Северна лига                            | 1.390.156                          | 4,08       | 18    |                    |
|                                                               | Силвио Берлускони ПдЛ-ЛН-ФдИ-Д                     | Браћа Италије - Национални десни центар | 666.035                            | 1,95       | 9     |                    |
|                                                               | Силвио Берлускони ПдЛ-ЛН-ФдИ-Д                     | Десница                                 | 219.816                            | 0,64       | 0     |                    |
|                                                               | Силвио Берлускони ПдЛ-ЛН-ФдИ-Д                     | Велики Југ — Покрет за аутономију       | 148.534                            | 0.43       | 0     |                    |
|                                                               | Силвио Берлускони ПдЛ-ЛН-ФдИ-Д                     | Остале листе десног центра              | 165.901                            | 0,47       | 0     |                    |
|                                                               | Силвио Берлускони ПдЛ-ЛН-ФдИ-Д                     | Укупно                                  | 9.923.109                          | 29,18      | 125   |                    |
|                                                               | Бепе Грило Покрет 5 звезда                         | Бепе Грило Покрет 5 звезда              | Бепе Грило Покрет 5 звезда         | 8.689.168  | 25,55 | 109                |
|                                                               | Марио Монти Програм Монти за Италију               |                                         | Грађански избор                    | 2.824.001  | 8,30  | 39                 |
|                                                               | Марио Монти Програм Монти за Италију               | Унија Центра                            | 608.199                            | 1,78       | 8     |                    |
|                                                               | Марио Монти Програм Монти за Италију               | Будућност и слобода за Италију          | 159.429                            | 0,46       | 0     |                    |
|                                                               | Марио Монти Програм Монти за Италију               | Укупно                                  | 3.591.629                          | 10,56      | 47    |                    |
|                                                               | Антонио Ингроиа Цивилна револуција                 | Антонио Ингроиа Цивилна револуција      | Антонио Ингроиа Цивилна револуција | 765.172    | 2,25  | 0                  |
|                                                               | Оскар Ђанино Да зауставимо пропаст                 | Оскар Ђанино Да зауставимо пропаст      | Оскар Ђанино Да зауставимо пропаст | 380.937    | 1,12  | 0                  |
|                                                               | Остале странке                                     | Остале странке                          | Остале странке                     | 1.774.764  | 5,03  | 4                  |
|                                                               | Неважећи гласови                                   | Неважећи гласови                        | Неважећи гласови                   | 1.269.018  | –     | –                  |
| Укупно                                                        | Укупно                                             | Укупно                                  | Укупно                             | 35.271.540 | 100   | 630                |
| Уписани бирачи/Излазност                                      | Уписани бирачи/Излазност                           | Уписани бирачи/Излазност                | Уписани бирачи/Излазност           | 46.906.343 | 75,19 | –                  |
| Извор: МУП Италије Архивирано на веб-сајту (26. фебруар 2013) |                                                    |                                         |                                    |            |       |                    |

### Избори за Сенат
| Кандидат за премијера/ Коалиција                              | Кандидат за премијера/ Коалиција                   | Партија                                 | Партија                              | Гласови     | %     | Сенаторски мандати |
| ------------------------------------------------------------- | -------------------------------------------------- | --------------------------------------- | ------------------------------------ | ----------- | ----- | ------------------ |
|                                                               | Пјер Луиђи Берсани Коалиција „Италија опште добро“ |                                         | Демократска партија                  | 8.400.255   | 27,43 | 113                |
|                                                               | Пјер Луиђи Берсани Коалиција „Италија опште добро“ | Левица екологија слобода                | 912.374                              | 2,97        | 7     |                    |
|                                                               | Пјер Луиђи Берсани Коалиција „Италија опште добро“ | Демократски центар                      | 163.427                              | 0,53        | 0     |                    |
|                                                               | Пјер Луиђи Берсани Коалиција „Италија опште добро“ | Остале листе левог центра               | 210.627                              | 0,67        | 3     |                    |
| Укупно                                                        | Укупно                                             | 9.686.683                               | 31,63                                | 123         |       |                    |
|                                                               | Силвио Берлускони ПдЛ-ЛН-ФдИ-Д                     |                                         | Народ слободе                        | 6.829.373   | 22,30 | 98                 |
|                                                               | Силвио Берлускони ПдЛ-ЛН-ФдИ-Д                     | Северна лига                            | 1.328.555                            | 4,33        | 18    |                    |
|                                                               | Силвио Берлускони ПдЛ-ЛН-ФдИ-Д                     | Браћа Италије - Национални десни центар | 590.083                              | 1,92        | 0     |                    |
|                                                               | Силвио Берлускони ПдЛ-ЛН-ФдИ-Д                     | Десница                                 | 221.112                              | 0,72        | 0     |                    |
|                                                               | Силвио Берлускони ПдЛ-ЛН-ФдИ-Д                     | Остале листе десног центра              | 436.556                              | 1,49        | 1     |                    |
| Укупно                                                        | Укупно                                             | 9.405.679                               | 30,71                                | 117         |       |                    |
|                                                               | Бепе Грило Покрет 5 звезда                         | Бепе Грило Покрет 5 звезда              | Бепе Грило Покрет 5 звезда           | 7.285.850   | 23,79 | 54                 |
|                                                               | Марио Монти Програм Монти за Италију               | Марио Монти Програм Монти за Италију    | Марио Монти Програм Монти за Италију | 2.797.486   | 9,13  | 18                 |
|                                                               | Антонио Ингроиа Цивилна револуција                 | Антонио Ингроиа Цивилна револуција      | Антонио Ингроиа Цивилна револуција   | 549.987     | 1,79  | 0                  |
|                                                               | Оскар Ђанино Да зауставимо пропаст                 | Оскар Ђанино Да зауставимо пропаст      | Оскар Ђанино Да зауставимо пропаст   | 278.396     | 0,90  | 0                  |
|                                                               | Остале листе                                       | Остале листе                            | Остале листе                         | 1.514.856   | 4,77  | 0                  |
| Неважећи гласови                                              | Неважећи гласови                                   | Неважећи гласови                        | Неважећи гласови                     | 1.133.805   | –     | –                  |
| Укупно                                                        | Укупно                                             | Укупно                                  | Укупно                               | 31.751.,350 | 100   | 315                |
| Уписани бирачи/Излазност                                      | Уписани бирачи/Излазност                           | Уписани бирачи/Излазност                | Уписани бирачи/Излазност             | 42.271.967  | 75,11 | –                  |
| Извор: МУП Италије Архивирано на веб-сајту (26. фебруар 2013) |                                                    |                                         |                                      |             |       |                    |